# 押切川
押切川（おしきりがわ）は、福島県に源流を持つ一級河川で、一級水系、阿賀野川水系に属する。

## 概要
福島県会津地方北部の飯豊山地を水源とし、同県喜多方市を流れる。会津盆地の北側を流れ、喜多方市上三宮地区で、同じく飯豊山地を水源とする濁川に合流する。合流地点は国道459号の見頃橋の上流側である。
本河川は、喜多方市の熱塩加納地区、松山地区、上三宮地区を南北に縦断するように流れている。加えて、道の駅喜多の郷や押切川公園などの施設が本河川の近くにある。また、本河川上流には日中ダムがあり、熱塩加納地区では野辺沢川が合流しているほか、本河川が合流する濁川は、喜多方市塩川地区で阿賀川に合流する。
かつて、濁川との合流地点は東日本旅客鉄道（JR東日本）磐越西線の濁川橋梁上流側であったが、1975年（昭和50年）代に、押切川の河川改修計画により、市街地近くを流れていた本河川の流路が付け替えられた。付け替えられた範囲は、願成寺橋下流側から、濁川橋梁上流側までである。押切川公園は元河川敷地に整備された運動公園である。

## 支流
- 野辺沢川

## 本河川に架かる橋梁
- 宇津野橋
  - 全長：92.100m
    - 主径間：22.275m

  - 幅員：6.0（8.0）m
  - 形式：4径間単純PCポステンT桁橋
  - 竣工：1992年度

喜多方市熱塩加納町山田字赤碕に位置し、喜多方市道赤碕宇津野線を通す。1963年に架けられた旧橋梁の老朽化および、3.6mの狭隘な幅員の対策のため市町村道整備事業により架替が行われた。総工費は8400万円。
- 願成寺橋（福島県道335号大平喜多方線）